# Embratel Star One
A Embratel Star One foi o maior operador de satélites de comunicações da América Latina. A empresa foi criada em dezembro de 2000, como uma subsidiária da antiga empresa estatal brasileira Embratel sob a denominação Star One. Em 2014, a empresa passou a se chamar Embratel Star One.
Foi inicialmente formada de uma parceria entre a Embratel, que contava com 80% das ações, e a SES Global (Société Européenne des Satellites), com uma participação de 20%, porém em 2007 esta parcela de 20% foi vendida à empresa GE Satellite Holdings LLC. A empresa brasileira contava com 100% de participação acionária da Embratel.
Foi incorporada à Claro S. A. em 2018, sendo que ainda utilizada a marca Embratel para o serviço de gerenciamento de satélites da Claro.

## História
A empresa foi criada em dezembro de 2000 como um braço da Embratel na área de operação e administração de satélites e, recebeu a designação Star One, entretanto, em 2014 a empresa passou a se denominar Embratel Star One.
A Embratel Star One foi a pioneira em comunicações via satélite da América Latina. Atualmente, além de ser líder nesse setor na região, é proprietária de um dos melhores centros de controles de satélites de todo o planeta. Além disso, a Embratel Star One foi a primeira empresa no mundo a receber o certificado ISO 9001:2000 pelo serviço de controle de satélites a partir de Guaratiba, esse certificado foi conseguido após um trabalho de migração entre as certificações ISO 9002:1994 e ISO 9001:2000. Sendo um fato histórico para uma empresa que foi a primeira operadora de satélites do mundo a ter esse serviço certificado pela ISO, que ocorreu no ano de 1998.
Isso significa que a Embratel Star One era dona de um prestígio mundial. Essa certificação é o reconhecimento, nacional e internacional, da padronização implantada no serviço de controle de satélites brasileiro, que tem melhorado significativamente, garantindo maior e melhor qualidade e confiabilidade para os usuários dos satélites Brasilsat e Star One.
A principal mudança em relação ao antigo certificado diz respeito à análise da conformidade com a norma ISO em quase todas as áreas da Embratel Star One. Demonstrando o comprometimento da empresa com a qualidade do Serviço de Controle de Satélites.
No ano de 2011, visando garantir uma maior segurança de seus serviços, a empresa associou-se a SDA (Space Data Association), principal instituição que presta serviço de vigilância espacial.
Isso quer dizer, que a Embratel Star One era uma empresa credenciada de acordo com as normas do Inmetro no Brasil, da Ansi-Rab nos Estados Unidos e RVA nos Países Baixos.

## Operações
A Embratel Star One possuía a maior frota da América Latina, com sete satélites. Operava seis satélites geoestacionários (C1, C2, C3, C4, D1 e D2), além de um em órbita inclinada (Brasilsat B4).
A capacidade destes satélites suporta uma ampla gama de serviços para clientes dos segmentos de telefonia, TV, dados e redes corporativas no Brasil e ainda permite ampliar a oferta desses serviços para os países da América Latina.

## Centro de controle
A empresa era proprietária do melhor e maior centro de operações de satélites do Brasil e da América Latina. Localizado em Guaratiba, na cidade do Rio de Janeiro, a empresa controla, monitora e gerencia sua frota de satélites através de uma equipe de engenheiros e técnicos brasileiros altamente especializados. O local tem um dos maiores parques de antenas da América Latina e tecnologia de última geração para atendimento a aplicações do governo, de grandes empresas dos mais diversos segmentos e de emissoras de TV e rádio.

## Satélites
Lista com os seguintes satélites de comunicações que foram ou são gerenciados pela Embratel Star One:
| Satélite     | Fabricante                   | Veículo de lançamento | Data do lançamento     | Estado                        | Nota                                                       |
| ------------ | ---------------------------- | --------------------- | ---------------------- | ----------------------------- | ---------------------------------------------------------- |
| Brasilsat A1 | Spar Aerospace               | Ariane 3              | 2 de setembro de 1985  | Retirado em março de 2002     |                                                            |
| Brasilsat A2 | Spar Aerospace               | Ariane 3              | 28 de março de 1986    | Retirado em fevereiro de 2004 |                                                            |
| Brasilsat B1 | Hughes                       | Ariane 44LP           | 10 de Agosto de 1994   | Retirado em dezembro de 2010  |                                                            |
| Brasilsat B2 | Hughes                       | Ariane 44LP           | 29 de março de 1995    | Ativo em órbita inclinada     |                                                            |
| Brasilsat B3 | Hughes                       | Ariane 44LP           | 22 de janeiro de 1998  | Ativo em órbita inclinada     |                                                            |
| Brasilsat B4 | Hughes                       | Ariane 44LP           | 17 de agosto de 2000   | Ativo em órbita inclinada     |                                                            |
| Star One C12 | Alcatel Alenia Space         | Proton-M/Briz-M       | 3 de fevereiro de 2005 | Ativo                         | Este satélite corresponde a alguns transponders do NSS-10. |
| Star One C1  | Alcatel Alenia Space         | Ariane 5 ECA          | 31 de agosto de 2007   | Desativado em 2021            |                                                            |
| Star One C2  | Alcatel Alenia Space         | Ariane 5 ECA          | 18 de abril de 2008    | Ativo                         |                                                            |
| Star One C3  | Orbital Sciences Corporation | Ariane 5 ECA          | 10 de novembro de 2012 | Ativo                         |                                                            |
| Star One C4  | Space Systems/Loral          | Ariane 5 ECA          | 15 de julho de 2015    | Ativo                         | [ 8 ]                                                      |
| Star One D1  | Space Systems/Loral          | Ariane 5 ECA          | 21 de dezembro de 2016 | Ativo                         | [ 9 ]                                                      |
| Star One D2  | Space Systems/Loral          | Ariane 5 ECA          | 30 de julho de 2021    | Ativo                         | [ 10 ]                                                     |

Todos estes satélites apresentam órbitas geoestacionárias, com os satélites posicionados sobre ou próximos ao Brasil.